# Deu dones de Stralsund
Deu dones de Stralsund (amb vestit contemporani) és un dibuix de llapis amb tinta marró sobre paper, realitzat per Melchior Lorck aproximadament l'any 1571. Es conserva en la Galeria Nacional de Dinamarca a Copenhaguen. A l'abril de 2016, la pintura Deu dones de Stralsund va ser seleccionada com una de les deu obres artístiques més importants de Dinamarca pel projecte Europeana.
Les dimensions són de 22,2 × 31,3 cm. L'obra forma part d'una sèrie de dibuixos que es creu que van servir d'esbossos per a gravats per il·lustrar un llibre de la història del vestit. Mostra les deu dones que estan alineades amb vestits dels anys 1500-1600. Les dones prenen diferents postures, i això va permetre a l'autor Melchior Lorck aconseguir que es visualitzés millor els conjunts de roba des de diferents angles.